# Шерпела-Сентенце (Арецо)
Шерпела-Сентенце је насеље у Италији у округу Арецо, региону Тоскана.
Према процени из 2011. у насељу је живело 46 становника. Насеље се налази на надморској висини од 270 м.